# Beaucamps-le-Vieux
Pour les articles homonymes, voir Beaucamps (homonymie).
Beaucamps-le-Vieux est une commune française située dans le département de la Somme en région Hauts-de-France.

## Géographie

### Localisation
Beaucamps-le-Vieux est un bourg picard du Vimeu.
À vol d’oiseau, la commune est située à 8 km au nord d’Aumale, 29 km au sud d’Abbeville, 37 km à l’ouest d’Amiens et à 50 km au nord-ouest de Beauvais.
Le territoire de la commune est limitrophe de ceux de sept communes. 
Les communes limitrophes sont  Beaucamps-le-Jeune, Lafresguimont-Saint-Martin, Le Quesne, Liomer, Neuville-Coppegueule, Saint-Aubin-Rivière et Saint-Germain-sur-Bresle.

### Hydrographie
La commune est située dans le bassin Seine-Normandie. Elle n'est drainée par aucun cours d'eau,.

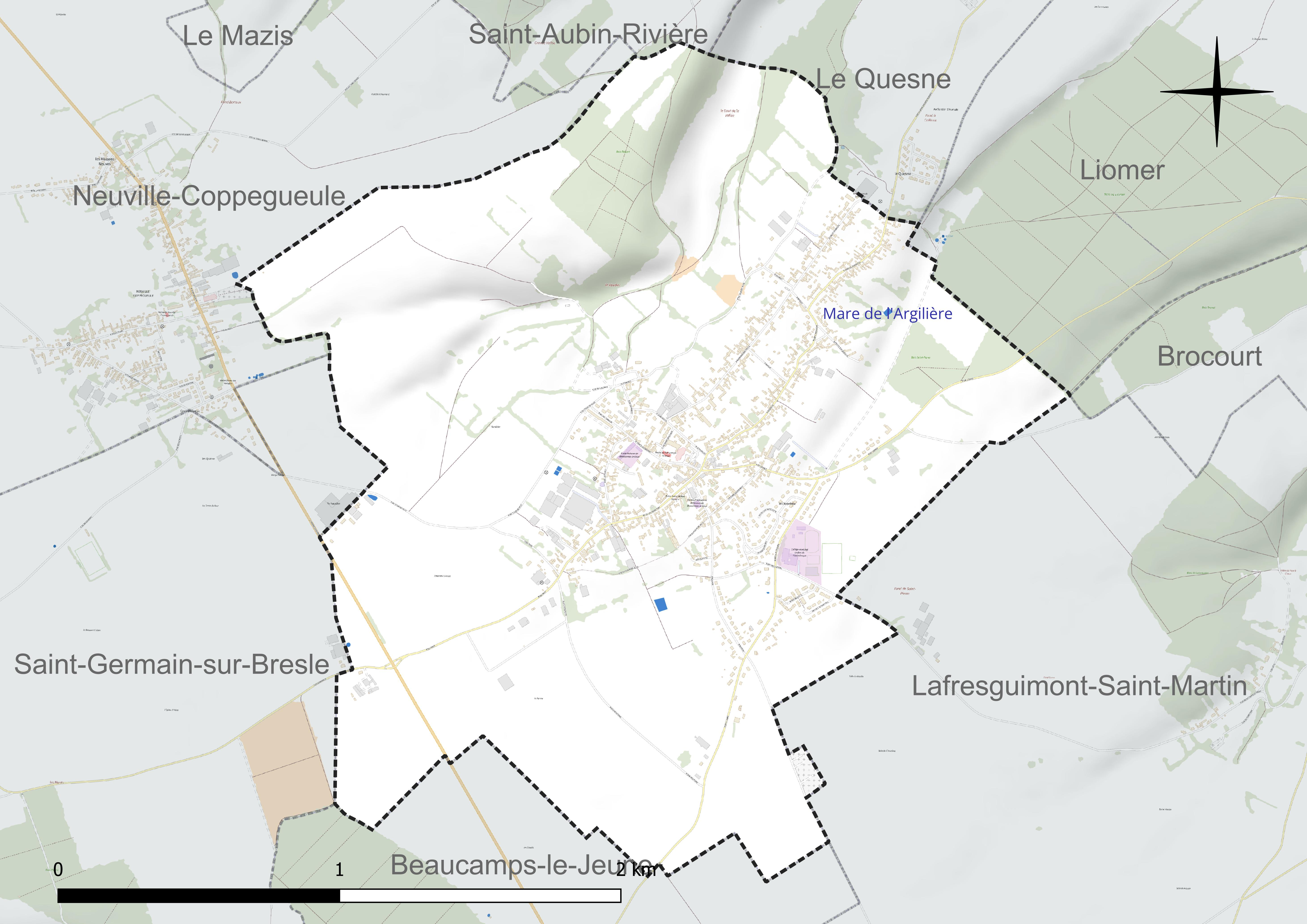
Réseau hydrographique de Beaucamps-le-Vieux.

Un plan d'eau complète le réseau hydrographique : la mare de l'Argilière (0,1 ha),.

### Climat
Pour des articles plus généraux, voir Climat des Hauts-de-France et Climat de la Somme.
En 2010, le climat de la commune est de type climat océanique altéré, selon une étude du CNRS s'appuyant sur une série de données couvrant la période 1971-2000. En 2020, Météo-France publie une typologie des climats de la France métropolitaine dans laquelle la commune est exposée à un climat océanique et est dans la région climatique Côtes de la Manche orientale, caractérisée par un faible ensoleillement (1 550 h/an) ; forte humidité de l'air (plus de 20 h/jour avec humidité relative > 80 % en hiver), vents forts fréquents.
Pour la période 1971-2000, la température annuelle moyenne est de 9,8 °C, avec une amplitude thermique annuelle de 13,7 °C. Le cumul annuel moyen de précipitations est de 859 mm, avec 12,6 jours de précipitations en janvier et 8,6 jours en juillet. Pour la période 1991-2020, la température moyenne annuelle observée sur la station météorologique la plus proche, située sur la commune d'Oisemont à 12 km à vol d'oiseau, est de 11,1 °C et le cumul annuel moyen de précipitations est de 801,4 mm,. Pour l'avenir, les paramètres climatiques de la commune estimés pour 2050 selon différents scénarios d'émission de gaz à effet de serre sont consultables sur un site dédié publié par Météo-France en novembre 2022.

## Urbanisme

### Typologie
Au 1er janvier 2024, Beaucamps-le-Vieux est catégorisée bourg rural, selon la nouvelle grille communale de densité à sept niveaux définie par l'Insee en 2022.
Elle est située hors unité urbaine et hors attraction des villes,.

### Occupation des sols
L'occupation des sols de la commune, telle qu'elle ressort de la base de données européenne d'occupation biophysique des sols Corine Land Cover (CLC), est marquée par l'importance des territoires agricoles (75,5 % en 2018), en diminution par rapport à 1990 (76,6 %). La répartition détaillée en 2018 est la suivante : 
terres arables (37,5 %), prairies (33,5 %), zones urbanisées (17,8 %), forêts (6,8 %), zones agricoles hétérogènes (4,5 %). L'évolution de l'occupation des sols de la commune et de ses infrastructures peut être observée sur les différentes représentations cartographiques du territoire : la carte de Cassini (XVIIIe siècle), la carte d'état-major (1820-1866) et les cartes ou photos aériennes de l'IGN pour la période actuelle (1950 à aujourd'hui).

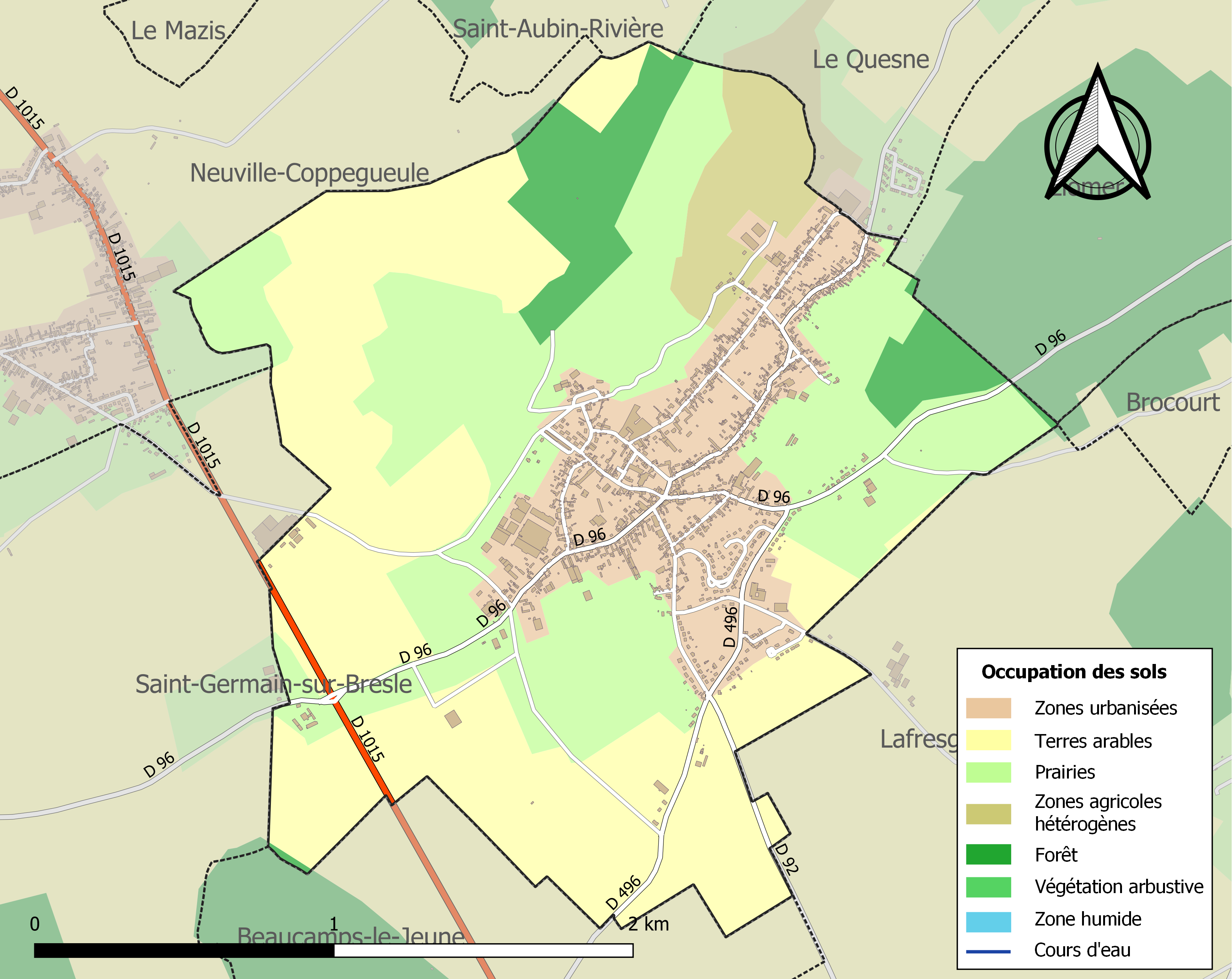
Carte des infrastructures et de l'occupation des sols de la commune en 2018 (CLC).

### Voies de communications et transports
En 2022, la localité est desservie par la ligne d'autocars no 4 (Blangy-sur-Bresle - Amiens) du réseau Trans'80, Hauts-de-France, chaque jour de la semaine sauf le dimanche et les jours fériés.

## Toponymie
Beaucamps-le-Vieux se détache de Beaucamps-le-Jeune vers 1250.
Le nom de la localité est attesté sous les formes de Bellocampo veteri en 1266.
De l'oil bel, beau et du normand (et picard) camp « champ », le -s est adventice.

## Histoire

### Moyen Âge
Ce serait au XIe siècle que le site de Beaucamps-le-Vieux aurait été défriché et peuplé par défrichement. Quelque temps après, fut fondé Beaucamps-le-Jeune.

### XIXe siècle

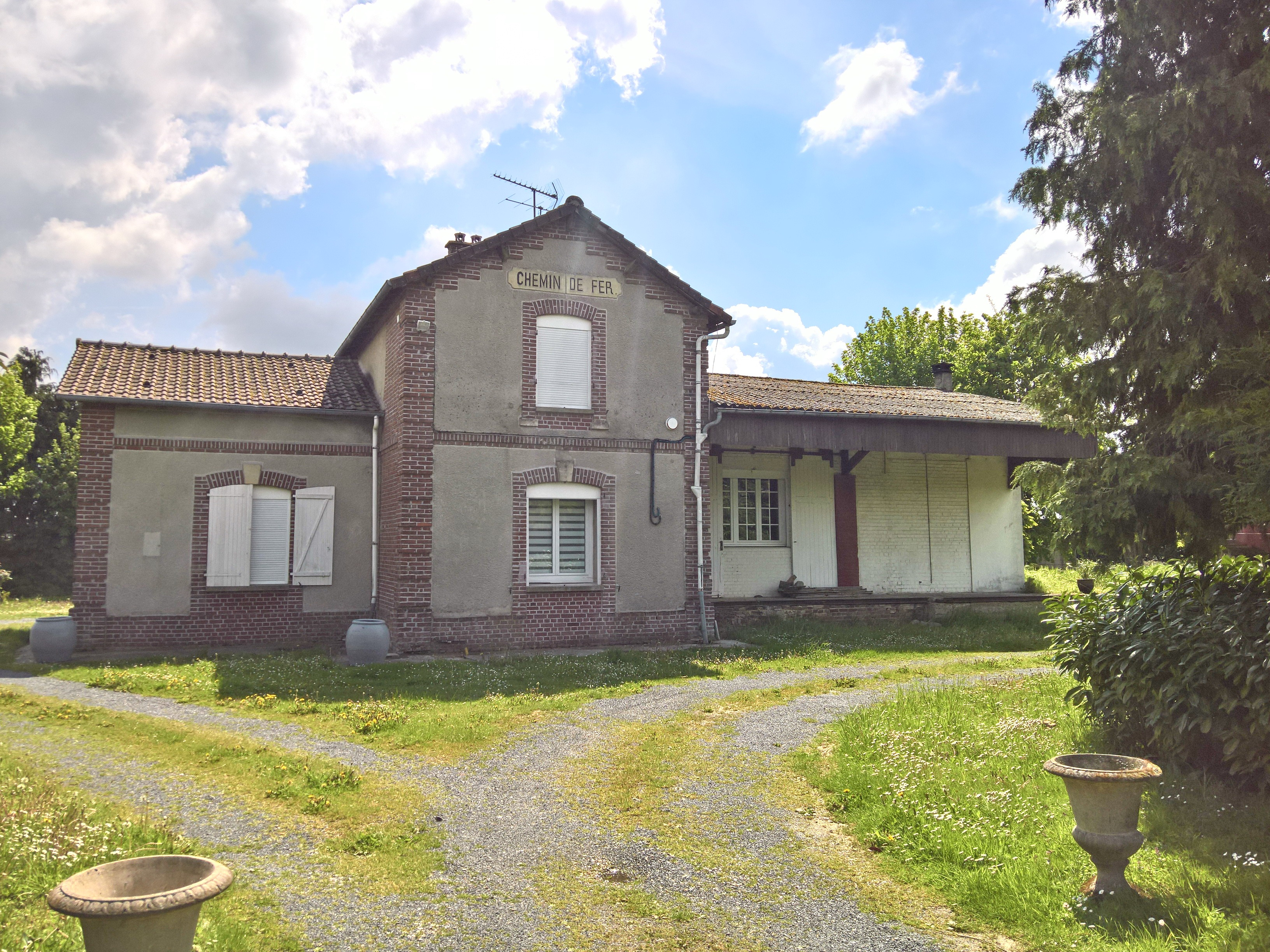
L'ancienne gare en 2019.

Beaucamps-le-Vieux, au XIXe siècle s'adonnait au tissage de la thibaude (toile épaisse qui servait de support à la moquette) et à la fabrication de chaises et de leur paillage de seigle, introduit au début du XIXe siècle par un ancien grognard de la Grande Armée au retour de la Campagne de Russie. À cette époque, le village possédait une usine qui fabriquait de la thibaude.
En 1891, Beaucamps-le-Vieux devint le terminus provisoire de la ligne du chemin de fer secondaire du réseau départemental de la Somme, reliant Amiens à Aumale en 1901 puis Envermeu en 1906.
Un violent cyclone détruit l'église en 1895.

### Première Guerre mondiale
La grippe espagnole emporta plus de 50 personnes du village en 1918, presque autant que la Première Guerre mondiale : 54 victimes ont leur nom gravé sur le monument aux morts.
Faisant partie de la zone des armées en réserve, Beaucamps accueille 1 200 spahis marocains en 1916, puis 1 780 tirailleurs sénégalais du 26 juin au 14 juillet 1918.

### Seconde Guerre mondiale
La ligne ferroviaire ferme au service voyageur en 1940, et à tout trafic en 1947. La gare du chemin de fer secondaire subsiste, mais appartient désormais à un particulier.
La Deuxième Guerre mondiale n'a pas manqué de marquer de drames la mémoire locale. Le 17 décembre 1943, un char allemand tire un obus dans une salle de classe : quatre écoliers sont tués.
Le 3 août 1944, deux vagues d'avions alliés, qui avaient pour objectif une rampe de V1 installée dans le bois de Liomer larguent leurs bombes par erreur sur le village, détruisent 20 maisons et font 13 tués et 7 blessés.

## Politique et administration

### Rattachements administratifs et électoraux
La commune se trouve dans l'arrondissement d'Amiens du département de la Somme. Pour l'élection des députés, elle fait partie depuis 2012 de la quatrième circonscription de la Somme.
Elle faisait partie depuis 1802 du canton de Hornoy-le-Bourg. Dans le cadre du redécoupage cantonal de 2014 en France, la commune est intégrée au canton de Poix-de-Picardie.

### Intercommunalité
La commune était membre de la communauté de communes du Sud-Ouest Amiénois (CCSOA), créée en 2004.
Dans le cadre des dispositions de la loi portant nouvelle organisation territoriale de la République du 7 août 2015, qui prévoit que les établissements publics de coopération intercommunale (EPCI) à fiscalité propre doivent avoir un minimum de 15 000 habitants, la préfète de la Somme propose en octobre 2015 un projet de nouveau schéma départemental de coopération intercommunale (SDCI) qui prévoit la réduction de 28 à 16 du nombre des intercommunalités à fiscalité propre du département.
Ce projet prévoit la « fusion des communautés de communes du Sud-Ouest Amiénois, du Contynois et de la région d'Oisemont », le nouvel ensemble de 37 412 habitants regroupant 120 communes,. À la suite de l'avis favorable de la commission départementale de coopération intercommunale en janvier 2016, la préfecture sollicite l'avis formel des conseils municipaux et communautaires concernés en vue de la mise en œuvre de la fusion.
La communauté de communes Somme Sud-Ouest (CC2SO), dont est désormais membre la commune, est ainsi créée au 1er janvier 2017.

### Liste des maires
| Période                                  | Période                    | Identité                     | Étiquette     | Qualité |
| ---------------------------------------- | -------------------------- | ---------------------------- | ------------- | --- |
| Les données manquantes sont à compléter. |                            |                              |               | |
| mars 1983                                | juin 1995                  | Jean-Jacques Iriarte Arriola | Apparenté PCF | |
| juin 1995                                | mars 2008                  | François Thiverny            |               | |
| mars 2008                                | 2014                       | Jean-Jacques Iriarte Arriola | Apparenté PCF | |
| avril 2014                               | En cours (au 28 juin 2020) | François Thiverny            |               | Vice-président de la CCSOA (2014 → 2016) Vice-président de la CC2SO (2017 → ) Réélu pour le mandat 2020-2026, |

## Population et société

### Démographie
L'évolution du nombre d'habitants est connue à travers les recensements de la population effectués dans la commune depuis 1793. Pour les communes de moins de 10 000 habitants, une enquête de recensement portant sur toute la population est réalisée tous les cinq ans, les populations de référence des années intermédiaires étant quant à elles estimées par interpolation ou extrapolation. Pour la commune, le premier recensement exhaustif entrant dans le cadre du nouveau dispositif a été réalisé en 2008.

En 2022, la commune comptait 1 421 habitants, en évolution de +0,14 % par rapport à 2016 (Somme : −1,26 %, France hors Mayotte : +2,11 %).
| 1793  | 1800  | 1806  | 1821  | 1831  | 1836  | 1841  | 1846  | 1851  |
| ----- | ----- | ----- | ----- | ----- | ----- | ----- | ----- | ----- |
| 1 520 | 1 325 | 1 283 | 1 550 | 1 452 | 1 740 | 1 802 | 1 800 | 1 807 |

| 1856  | 1861  | 1866  | 1872  | 1876  | 1881  | 1886  | 1891  | 1896  |
| ----- | ----- | ----- | ----- | ----- | ----- | ----- | ----- | ----- |
| 1 703 | 1 767 | 1 746 | 1 821 | 1 854 | 1 808 | 1 766 | 1 797 | 1 703 |

| 1901  | 1906  | 1911  | 1921  | 1926  | 1931  | 1936  | 1946  | 1954  |
| ----- | ----- | ----- | ----- | ----- | ----- | ----- | ----- | ----- |
| 1 665 | 1 619 | 1 570 | 1 420 | 1 349 | 1 335 | 1 316 | 1 240 | 1 334 |

| 1962  | 1968  | 1975  | 1982  | 1990  | 1999  | 2006  | 2008  | 2013  |
| ----- | ----- | ----- | ----- | ----- | ----- | ----- | ----- | ----- |
| 1 336 | 1 449 | 1 457 | 1 443 | 1 404 | 1 385 | 1 437 | 1 450 | 1 409 |

| 2018  | 2022  | - | - | - | - | - | - | - |
| ----- | ----- | - | - | - | - | - | - | - |
| 1 424 | 1 421 | - | - | - | - | - | - | - |

### Enseignement
L'école primaire locale (maternelle et élémentaire) compte 227 élèves à la rentrée scolaire 2018-2019. Un service de restauration est à la disposition des écoliers. La compétence scolaire est gérée par la communauté de communes Somme-Sud-Ouest.
La commune héberge le collège public Maréchal Leclerc de Hauteclocque qui emploie 29 professeurs au cours de l'année scolaire 2020-2021.

### Manifestations locales et festivités
La musique municipale donne plusieurs concerts par an et participe à toutes les festivités. Fondée en 1864, l'association fête ses 150 ans en 2014.
Elle effectue ses sorties avec le renfort des formations de Pont-Remy et Liomer.

## Culture locale et patrimoine

### Lieux et monuments
- Église Saint-Martin, construite en 1899-1900 en briques et renfermant une crucifixion réalisée par Alfred Le Petit[42].

L'église Saint-Martin
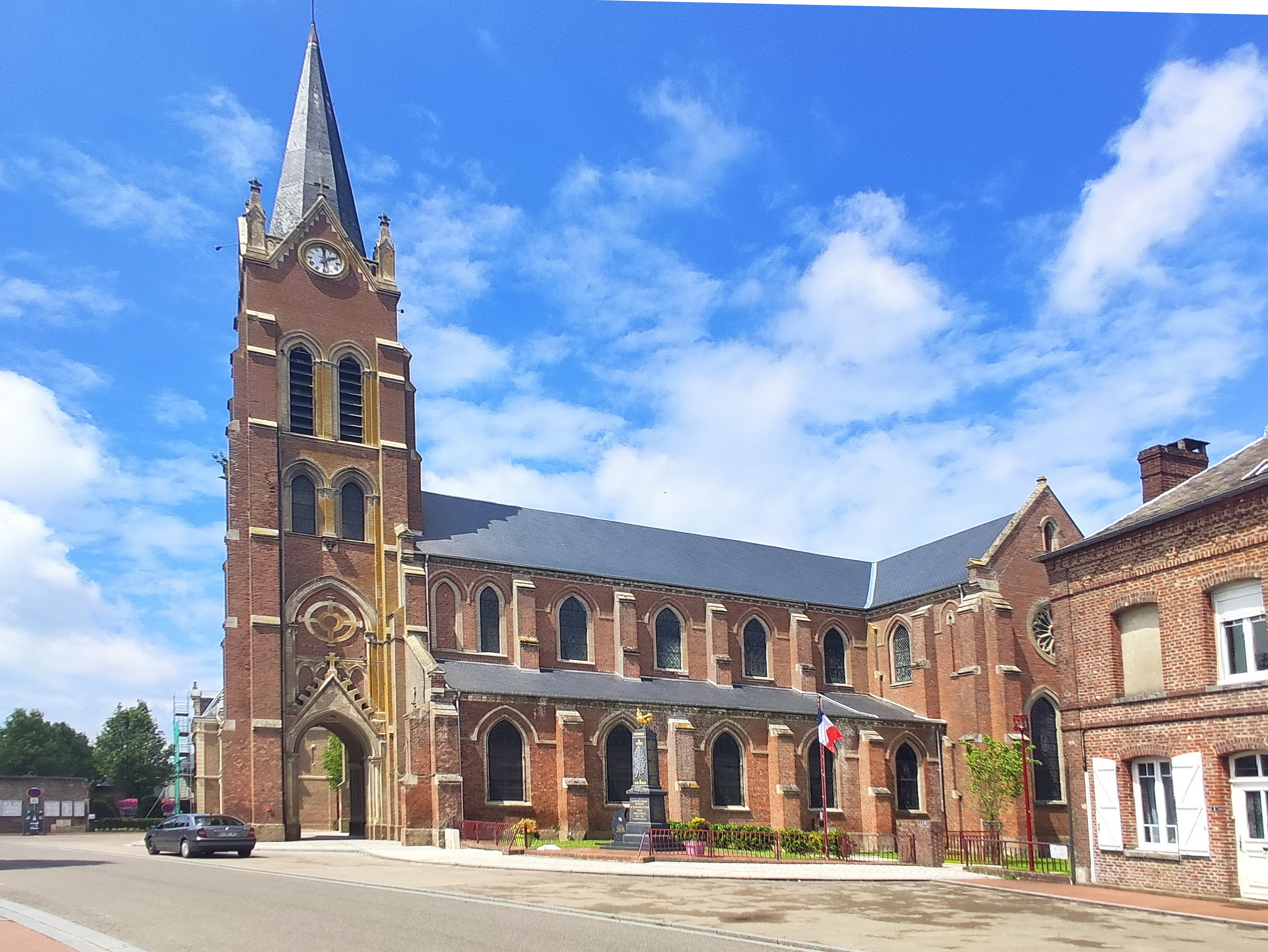
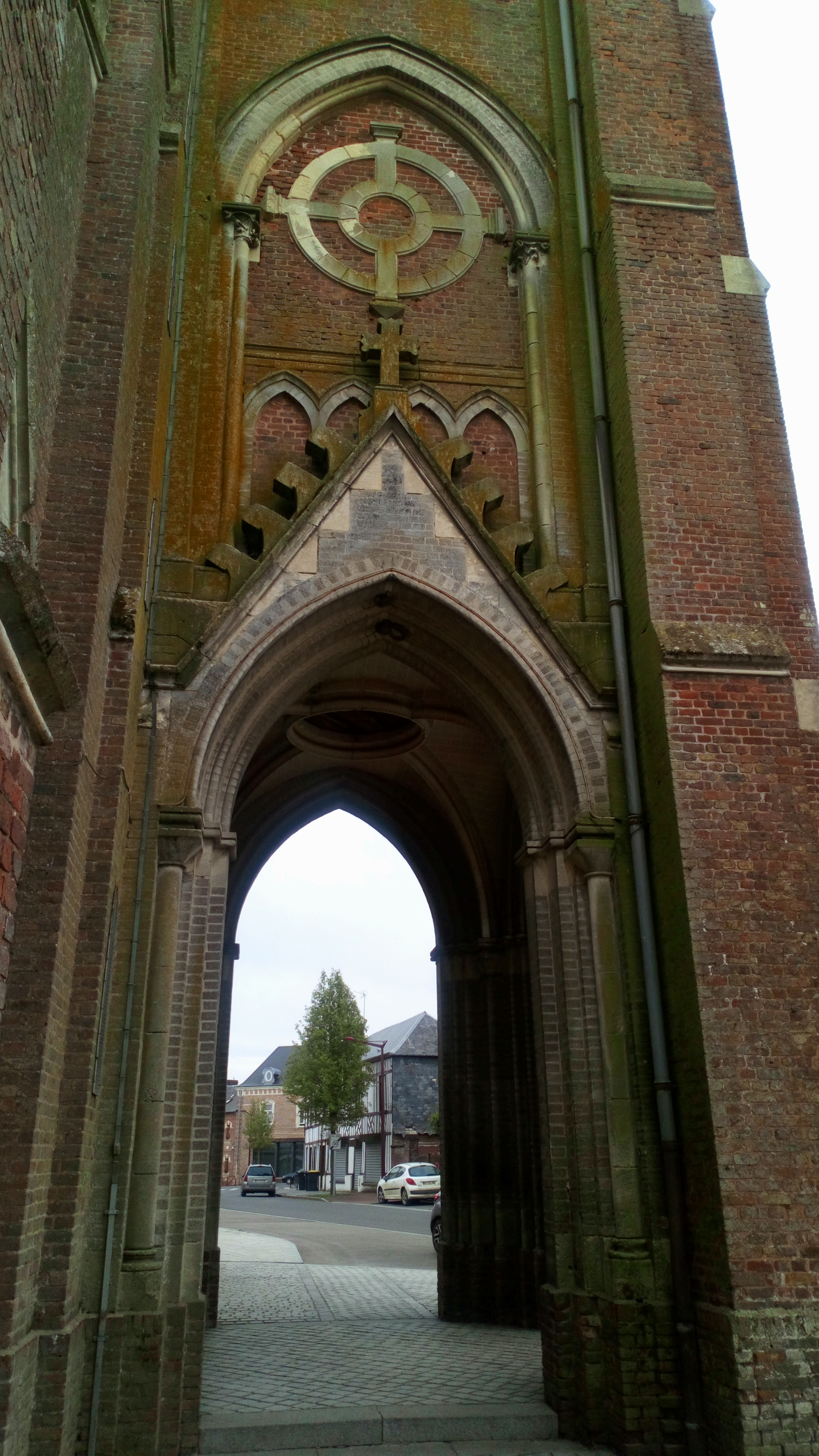
Détail du clocher-porche.
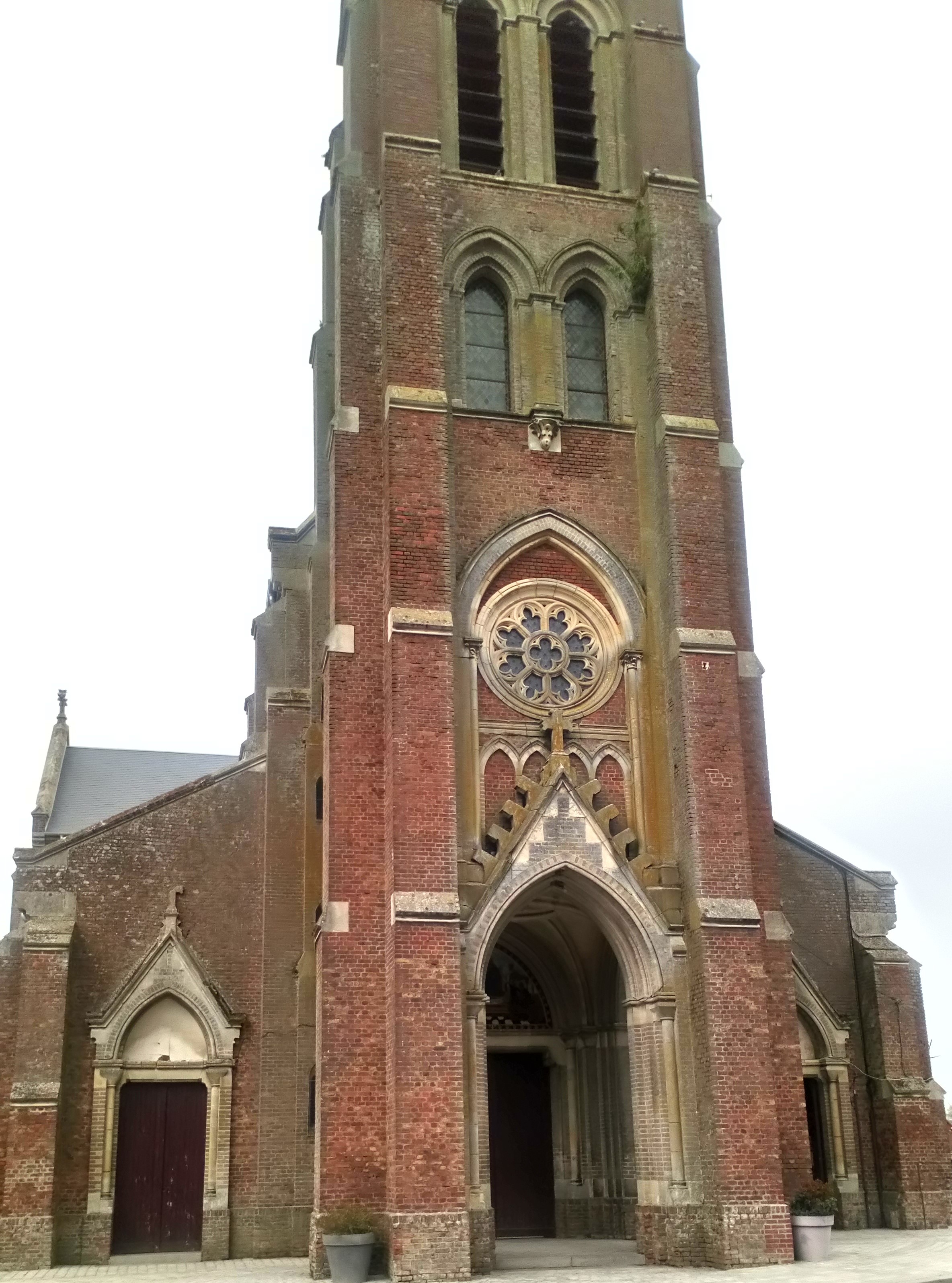
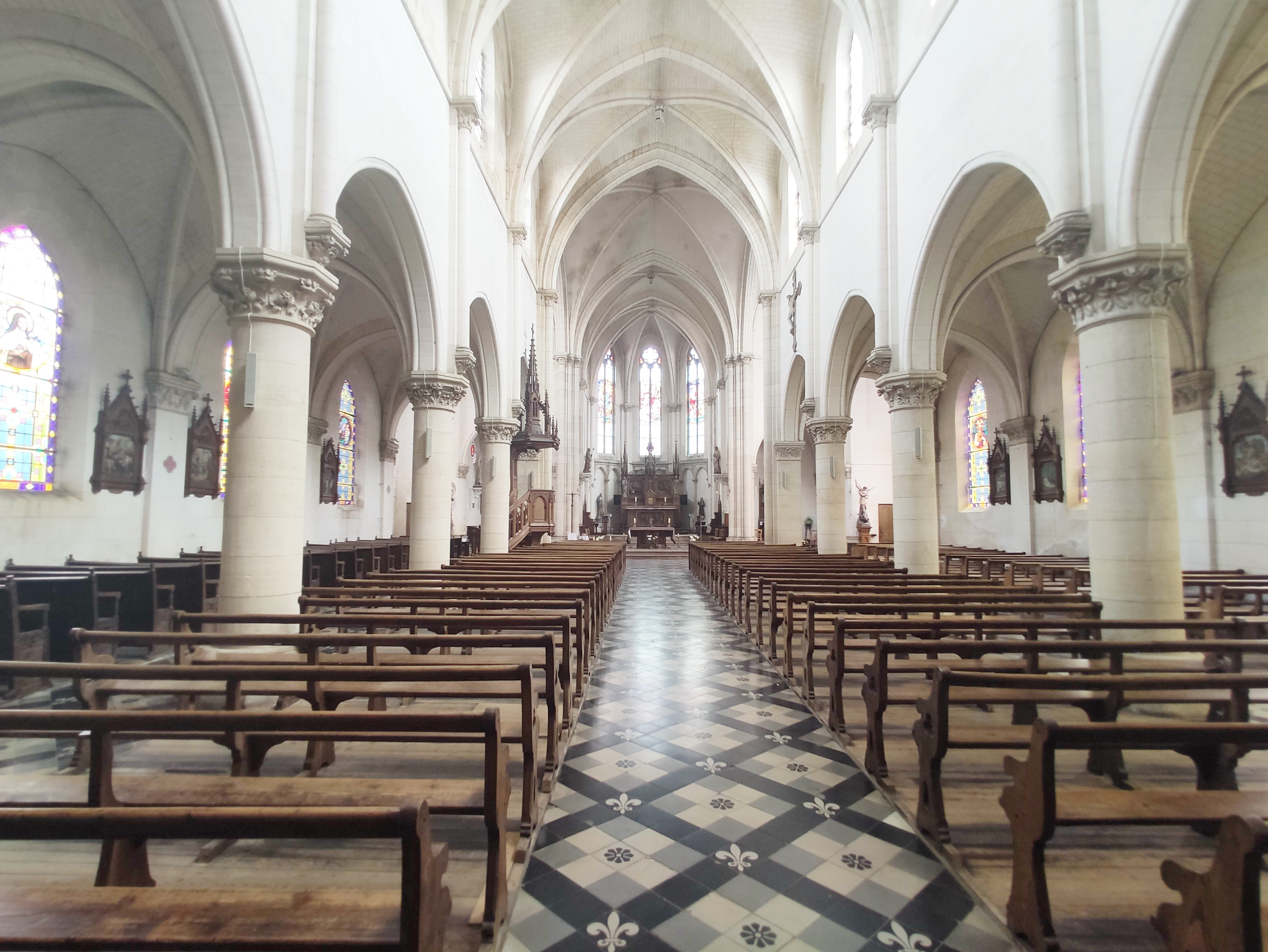
La nef.
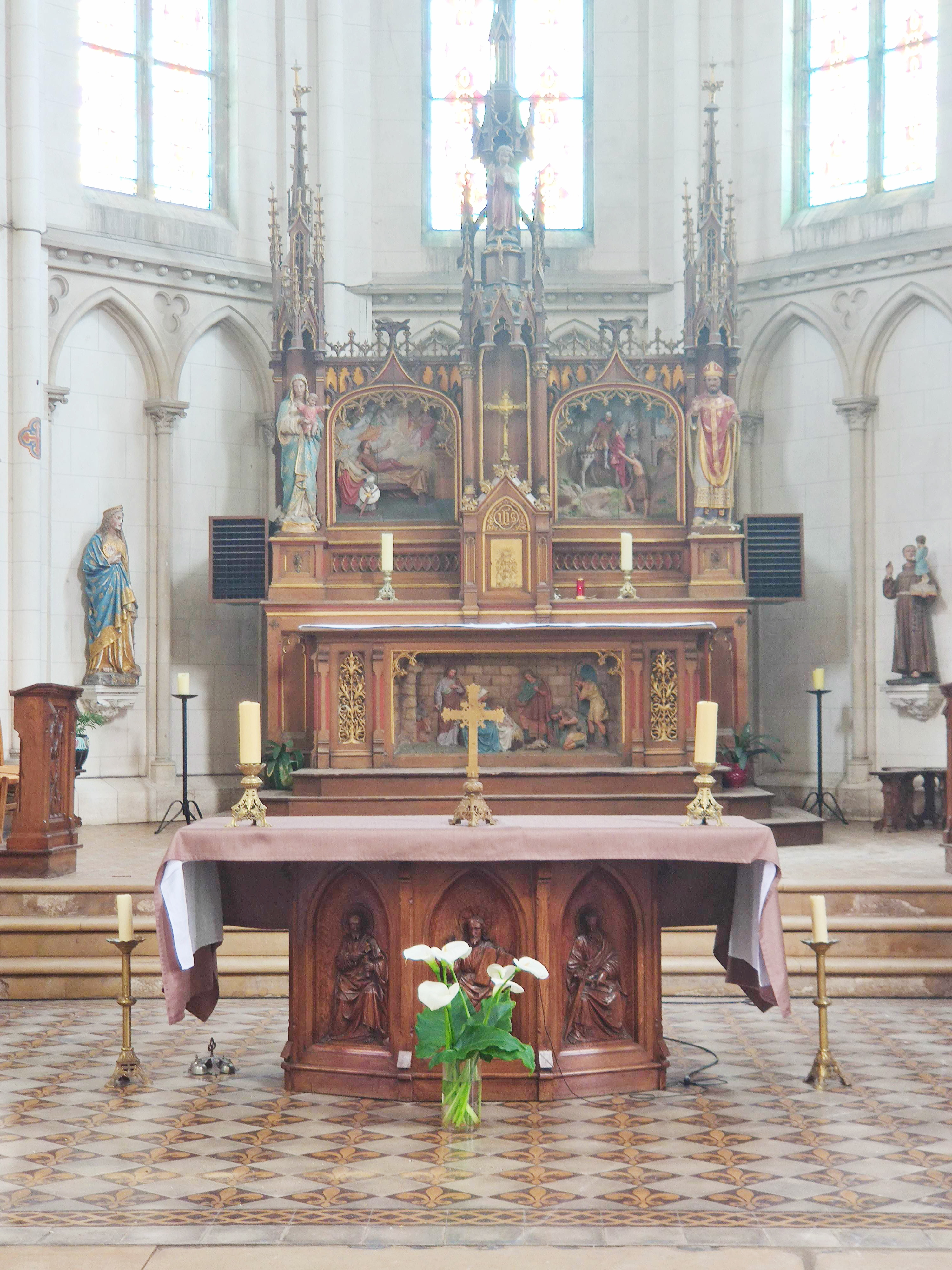
Le maître-autel.
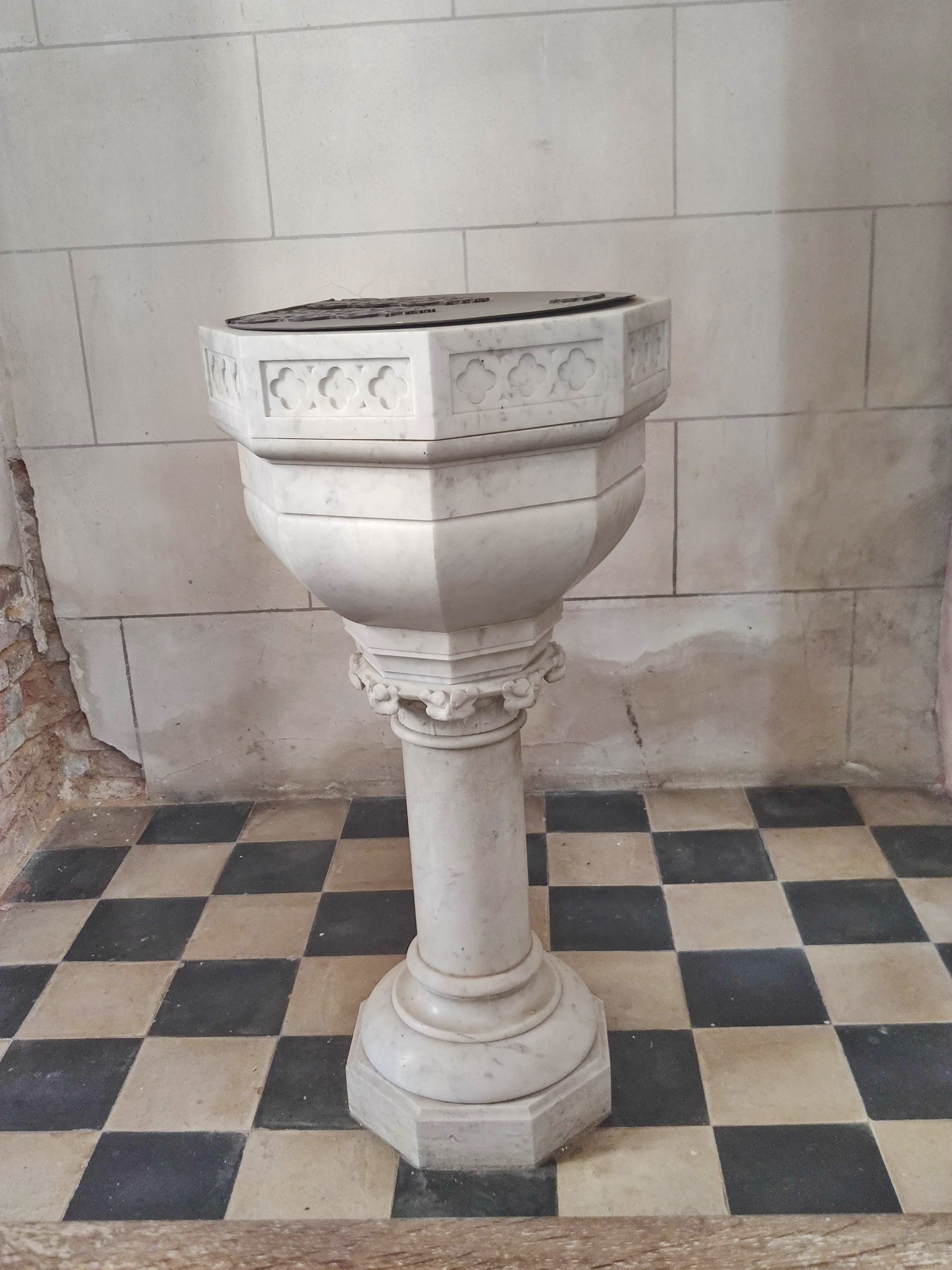
Fonts baptismaux.

- Chapelle Notre-Dame-du-Bon-Secours : elle contient une plaque à la mémoire de l'abbé Lyonneau qui s'est illustré à Liomer pendant la Seconde Guerre mondiale[43].
- Chapelle Notre-Dame-de-Délivrance, située route du Quesne[43].

### Héraldique
|  | La commune a relevé le blason du XIVe siècle des seigneurs de Beaucamps. Blasonnement : - d'argent à la bande de sable frettée d'or. |

## Pour approfondir